# Senne
Senne (francuski: [sɛn]) ili Zenne (nizozemski: [ˈzɛnə]) rijeka je koja teče kroz Bruxelles, lijevi pritok Dyle, duga 103 km.
Izvor je rijeke u selu Naast u općini Soignies. Senne se ulijeva u Dijle kod Zennegata, u Battel na sjeveru općine Mechelen samo nekoliko stotina metara prije nego što se i sama Dijle ulijeva u Rupel.
Žuta perunika postala je amblem regije glavnog grada Bruxellesa zbog svojega staništa u močvarnim ravnicama oko rijeke. Jedinstveni sezonski divlji kvasci doline rijeke Senne upotrebljavaju se u proizvodnji regionalnog lambic piva. Brasserie de la Senne nedavno je otvorena pivovara nazvana po rijeci.

## Pokrivanje Senne
U središtu Bruxellesa, Senne je od 1867. do 1871. prekrivena, a preko nje su u 19. i početkom 20. stoljeća izgrađeni glavni bulevari grada. Rijeka je još uvijek vidljiva na periferiji Bruxellesa i izvan grada, iako unutar grada sada prolazi uglavnom ispod zemlje. Senne je bila poznata po tome što je bila jedna od najgore zagađenih rijeka u Belgiji, budući da su se sve otpadne vode iz regije glavnog grada Bruxellesa u nju ispuštale bez pročišćavanja. U ožujku 2007. dovršetkom izgradnje novih postrojenja za pročišćavanje otpadnih voda počelo se sanirati ovaj problem. Međutim, u prosincu 2009. godine postrojenje Brussels Nord of Acquiris privremeno je i naglo zatvoreno, stvarajući političku i ekološku krizu.
Unatoč prekrivanju rijeke Senne zbog čega je rijeka gotovo nevidljiva u središtu Bruxellesa, ona je imala kulturni utjecaj na grad. Nadimak za stanovnike grada, "Zinneke", preuzet je od pasa lutalica koji su visjeli oko Sennea u srednjem vijeku, poznatih kao "Zenneke" ili "Zinneke". Ime je oživljeno početkom 21. stoljeća stvaranjem Zinneke Parade, multikulturalne bijenalne manifestacije u središtu Bruxellesa.

## Galerija
- Pokrivanje Senne 1867.
- Pogled s mosta rue du Rupel u smjeru Bruxellesa sjeveroistok na rijeku Senne koja napušta gradske kanale

## Vanjske poveznice
|  | Zajednički poslužitelj ima još gradiva o temi Senne/Zenne |